# Johannes Wiggers
Johannes Wiggers, aussi orthographié Vigers, est un théologien flamand, né le 27 décembre 1571 à Diest et mort le 29 mars 1639 à Louvain.

## Biographie
Élève de Jacques Jansonius à Louvain, puis lui-même professeur à Liège puis longtemps à Louvain, où il occupa la "Chaire royale de théologie scolastique" (que Juan Caramuel y Lobkowitz devait briguer sans succès après sa mort). Il est auteur d'un cours imprimé à titre posthume (1641) qui fut utilisé de façon continue à l'Université de Louvain. Ses positions sont assez proches du thomisme orthodoxe. Parmi ses élèves, il semble que l'on puisse identifier le jeune Johan Caterus, par la suite théologien aux Pays-Bas, auteur des premières Objections aux Méditations métaphysiques de Descartes. Parmi ses lecteurs, on trouvera aussi Fénelon, qui s'appuyera sur son autorité dans les discussions sur l'infaillibité de l'Église.

## Œuvres
- (la) Commentaria in totam D. Thomae Summam, Lovanii, 1641.